# Silverpoppel
Silverpoppel, Populus alba, är en art av lövträd i poppelsläktet. Den fäller sina löv på vintern. Trädet blir 15−30 meter högt och stammen har ofta en omkrets om 50−60 centimeter, enstaka exemplar 150−200 centimeter. Den kan bli 300−400 år gammal. 
Silverpoppeln växer naturligt i västra Asien och Nordafrika samt i södra och centrala Europa. Den har införts i västra och norra Europa liksom i Nord-, Central- och Sydamerika. Den är särskilt vanlig längs de stora floderna i Eurasien. Silverpoppeln tål en del sandjord och har ganska små krav, och planteras ibland som alléträd. Trots att den är snabbväxt blir den ändå mindre och mindre vanlig och trängs gradvis ut av hybridarter. 
Trädet ingår i skogar tillsammans med andra arter av poppelsläktet och med arter av videsläktet samt lönnsläktet. Liksom hos andra arter av släktet Populus kan silverpoppelns frön flyga upp till 16 km. Arten är motståndskraftig mot svampar och insekter.
Silverpoppeln känns lättast igen på sina blad, som till formen liknar små lönnblad. De är vanligen 4−10 cm långa, ibland upp till 15 cm. Ovansidan är mellan- eller mörkgrön och har en matt glans. Undersidan är hårig och kan vara ljust silverfärgad eller vit-grön-grå. Färgskillnaden mellan bladets över- och undersida är större än hos andra poppelarter. 
Knopparna är håriga. Hängena är cirka 4 cm långa. Barken är vitgrå, men blir mörkare med högre ålder.
Silverpoppeln hotas av skogsröjningar längs vattendrag. Hela populationen minskar men den är fortfarande stor. IUCN listar arten som livskraftig (LC).

## Bildgalleri

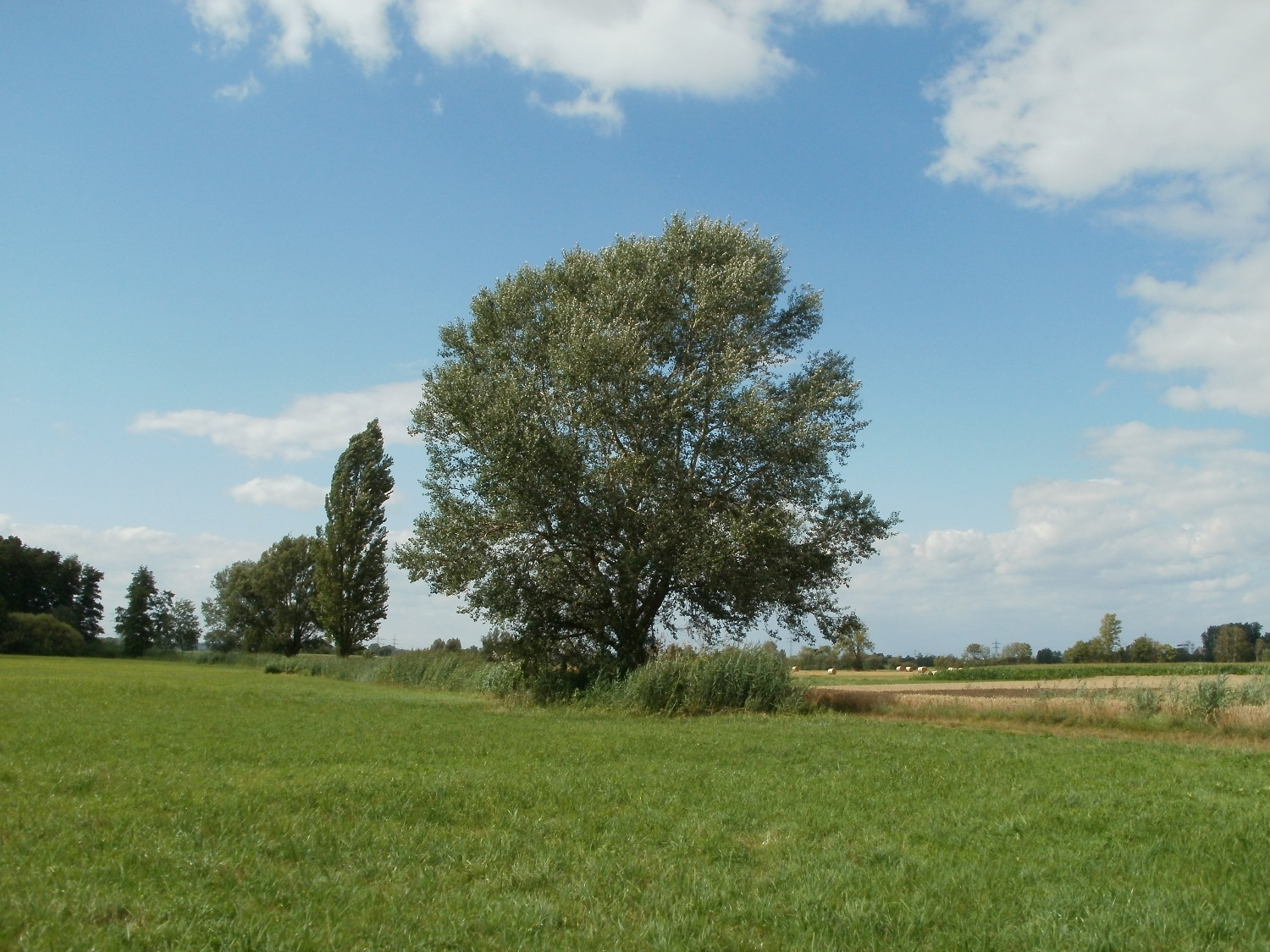
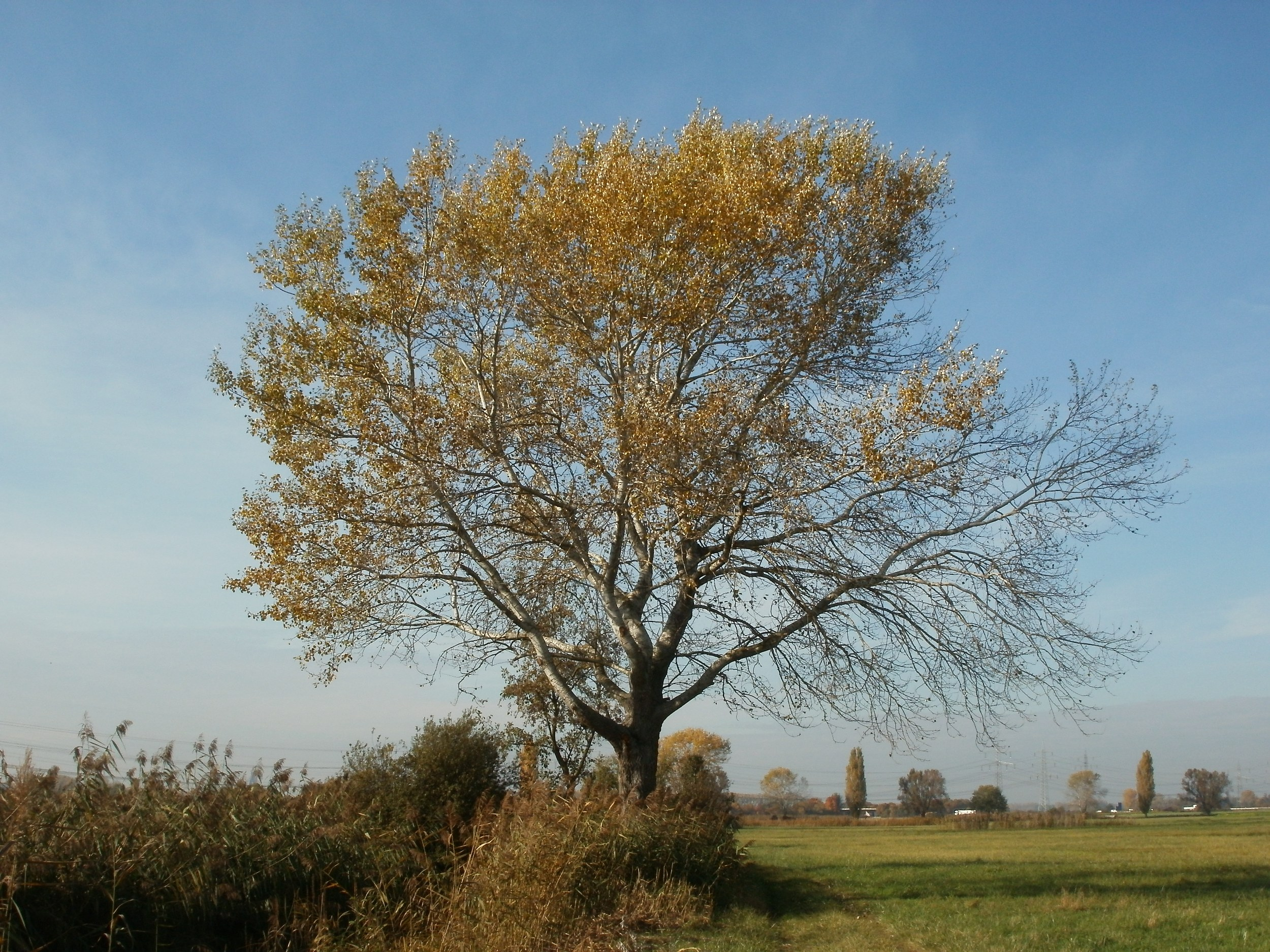
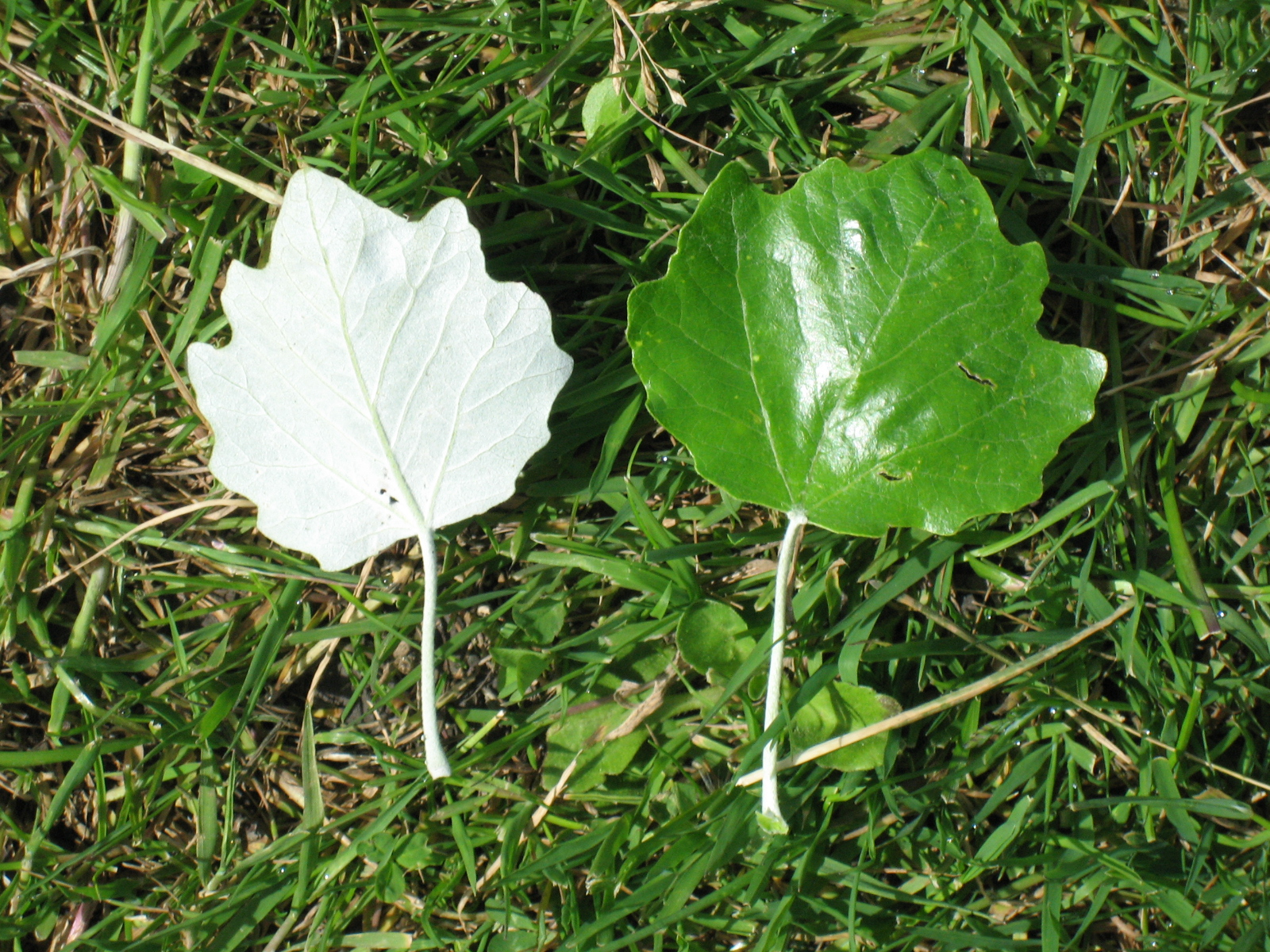
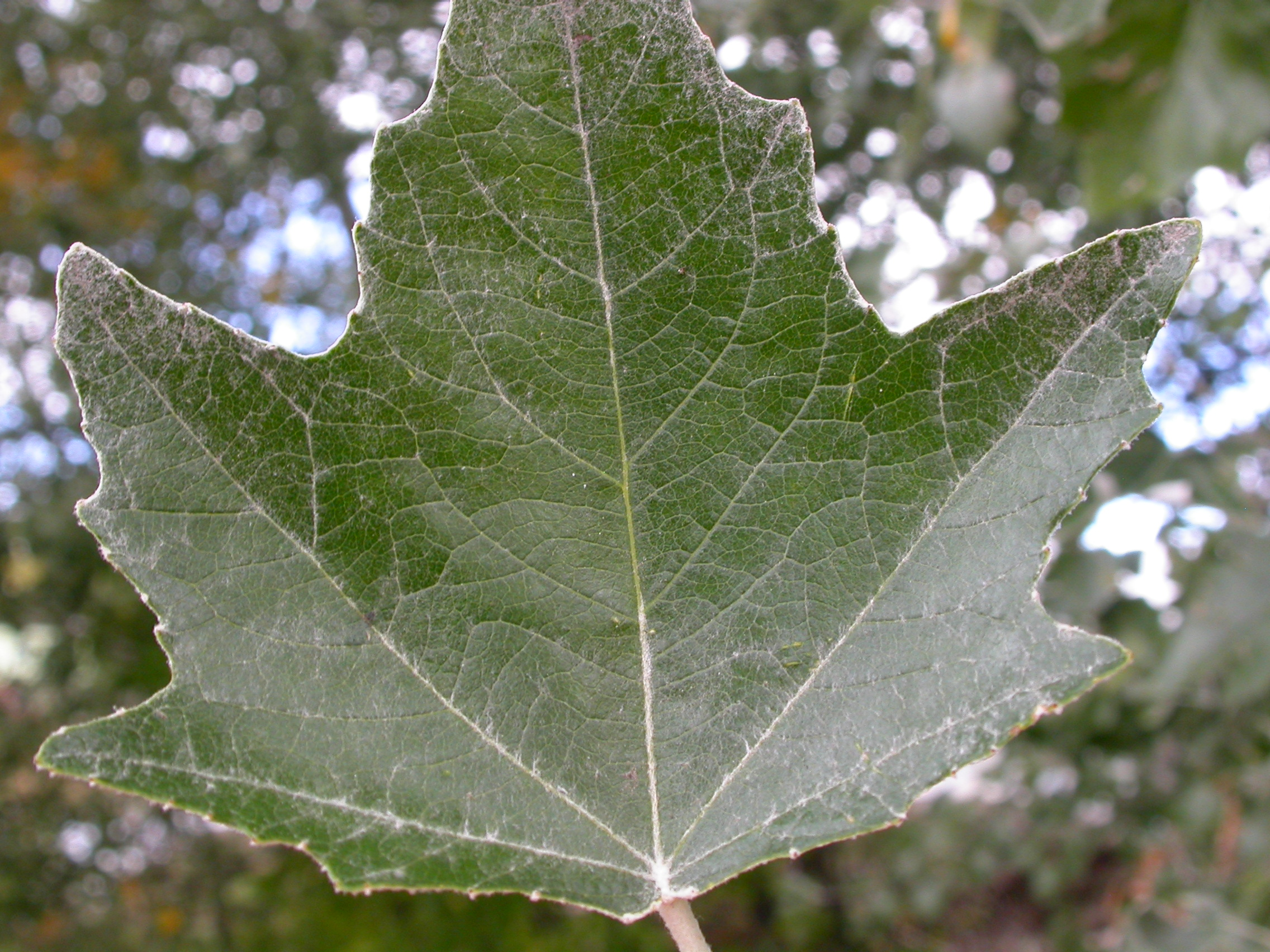
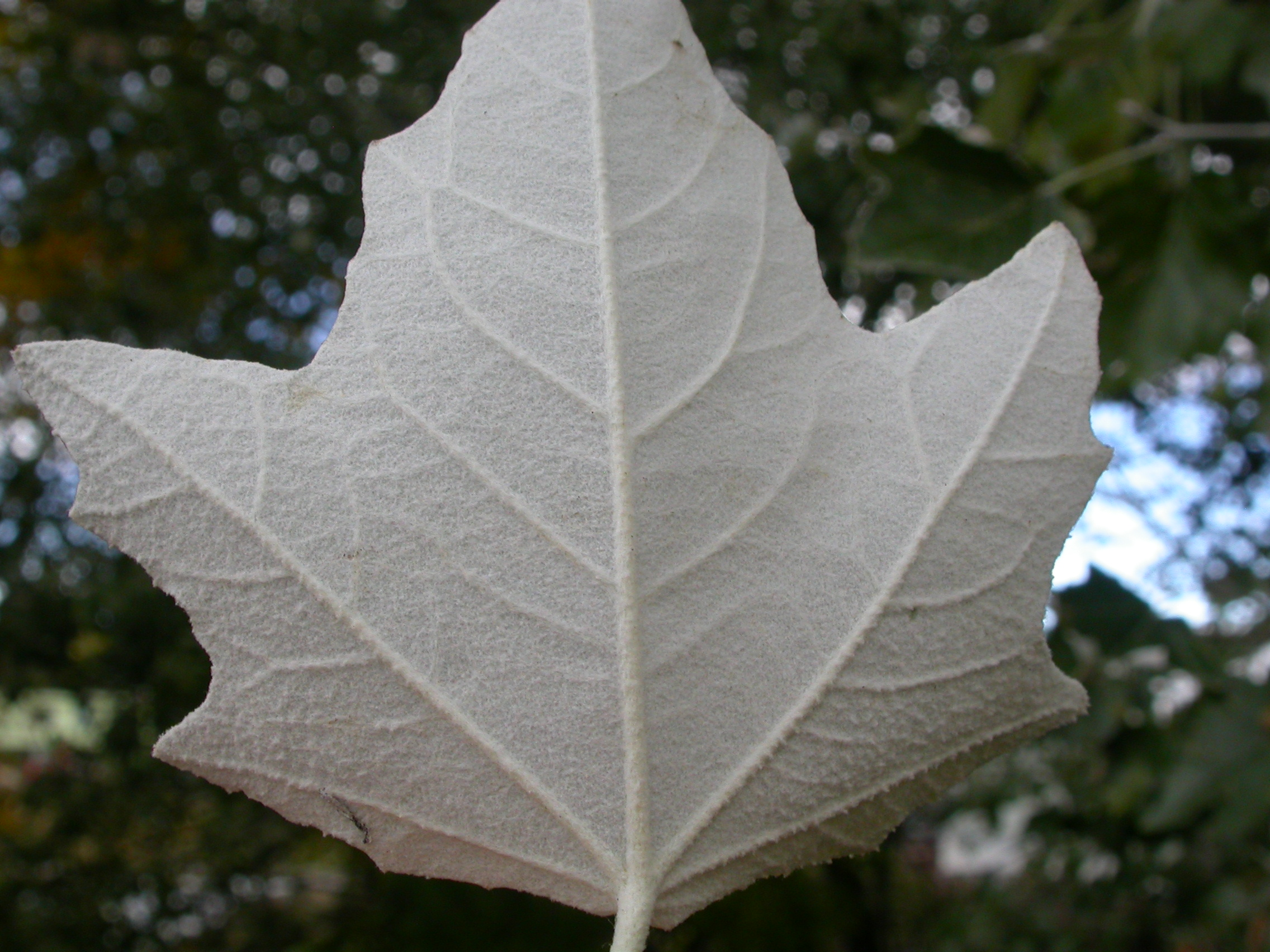
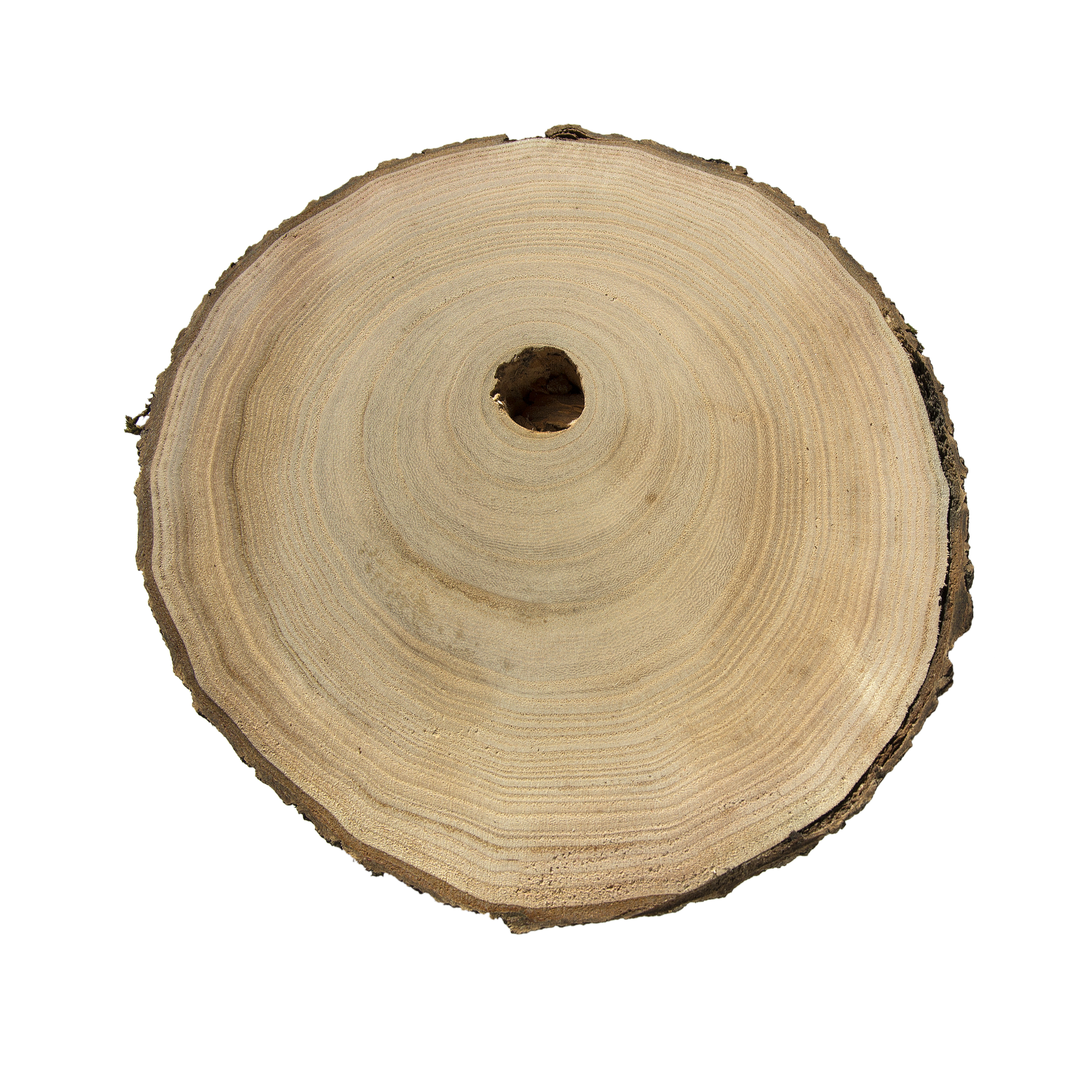
Populus alba